# 耶和华见证人的治理机构
耶和华见证人的中央长老团体(或称治理机构)，是负责管理整个宗教团体事务的长老团体。治理机构是管理耶和华见证人的合法机构的长老团，与法人团体“守望台圣经书社”有所不同。

## 成员人数及工作范围
中央长老团位于美国纽约布鲁克林的“伯特利家庭”社区，其长老全是被拣选的“受膏基督徒”男子。长老团领导按字母顺序轮值，长老团的人数在不同时期曾有所变化。1970年以前，长老团的职责曾由守望台社董事会执行。
中央长老团是一个管理和行政机构，对成员和感兴趣人士阐述和发布对《圣经》的教导。如有必要，通过守望台社出版物以不同语言在全世界出版并阐述其含义。治理机构长老团还会任命重要的监督职位、联系各地会众或仆人，以获得建议和负责检查确认每份出版物的内容。
中央长老团所代表的“忠信睿智的奴隶阶级”有责任指导和促进传讲“上帝王国的好消息”(马太福音 24:45)的工作。除了代表由本组织成员或其他已献身仆人构成的一些协会的细节或者责任或者开设的公司或者合法机构，其主要工作还包括保障组织工作的有效运行和耶和华见证人的团结一致地活动。长老团有特权判断和检察任何认为与传道工作有关事务。中央长老团通过出版《守望台》、《警醒!》和《王国传道月报》为组织安排概要，为全世界的会众提供指导。另外，册子《Dwelling Together In Unity》和《Missionary Counsel Booklet》分别为伯特利家庭提供基本指导和全球的传道服务的基本安排。

## 背景
1971年之前，中央长老团由宾雪法尼亚州守望台圣经书社董事会组成，共7位成员，所有议程由守望台社社长提出。1971年内森·霍默·诺尔将长老团扩大，包含了社团的其他成员，总人数增加到11人。从1971年开始，社长职位每年轮换。
1976年1月1日起，守望台社和耶和华见证人全球会众的所有活动都由中央长老团管理。通过6个委员会管理和监督全球的不同需求和事务。在此之前，所有的管理职责都是由当职社长负责指定。 
最初长老团只有7位成员，在1970年代晚期达到过18位（最高记录）。直到2000年，长老团成员一直保留守望台社社长一职。从那开始，代表耶和华见证人下属各公司的法人代表不再在长老团担任职务。因此，现任守望台社董事长堂·A.·亚当斯并不是长老团成员。2007年，中央长老团共有10位成员。

## 委员会
治理机构的主要工作分由下属的6个委员会处理，个别委员会负责监督一个管理部门，执行委员会或中央长老团的决议。委员会会与世界各地的分部办事处委员会分部办事处保持联络。

### 人力委员会
人力委员会分派志愿者到总部或者分部办事处服务，其主要工作是安排在伯特利家庭的日常生活，亦负责从全世界挑选和邀请新的伯特利家庭和农场成员，回答关于如何留在伯特利服务的相关问题。一般的问题都是由各地分部办事处来处理，棘手难题则交由总部的委员会处理。

### 出版委员会
出版委员会主要处理耶和华见证人的出版物和其他与出版相关的法律事务，例如印刷设备的产权等。这个委员会管理书籍杂志的印刷出版和运输工作，还负责分布在世界其他地方的由耶和华见证人运作或者拥有的公司、工厂和物业、宾雪法尼亚州守望台圣经书社和其他耶和华见证人的法人机构的财政运作。见证人的法人机构可能需要支付、退还货物费用或者其他必要支出。若某国家的局势发生变化或者合法机构无法有效运作，该委员会就会根据当时的财政状况就会给出适当的安排。全球各地的印刷厂和分区使用的设备，如普通印刷设备、车辆和打字机等要由该委员会成员检查审批。对机械和比较昂贵的设备的购买议案要经由此委员会提交长老团讨论。为所有印刷厂运行和物业的维护工作给出指导由与该委员会保持联络的人员按一定程序给出。出版委员会也负责根据计算出的生产和运输费用审批各分部对出版物或者视频资料生产数量的请求。此委员会也负责分部的出版物订货审批。

### 常务委员会
常务委员会主要负责管理周游监督、先驱、传道员以及其他传道活动相关事务，但并不与每群会众内部由长老组成的常务委员会冲突。常务委员会负责管理国际总部和各国分部办事处、会众之间的联络，还负责全球的传道工作，包括有效的组织会众常务事务，看顾长老和照顾各地上帝子民的巡回到表和先驱。全球各分区呈报的年度报告也是经过这个委员会检查和公布。常务委员会负责出版经由创作委员会最终定稿的《王国传道月报》。常务委员会还要负责召集基列学校Ministerial Training和监督训练学校的学生，以及毕业后的学生分配工作。所有与传道员的通讯往来也是这个委员会负责的。

### 教学委员会
负责安排大型集会、特别集会日、区域大会和国际大会以及各种为传道员、长老、先驱、海外传道员设立的训练班和教学活动等。委员会的主要工作是负责管理学校、聚会、伯特利家庭等的属灵教育。这个委员会负责管理用于教学的各种资料，协调与教育相关的各个部门的工作。它还负责监督视频/音频节目的 录制和生产。委员会要了解每一次会众聚会有适当的安排和时间分配。这个委员会与服务和协作委员会紧密合作，尽力为属灵的长老、传道员、伯特利家庭、未受浸传道员等提供必要的指导和安排以，鼓励所有人“时刻留意自己和自己的教导。”（提摩太前书4:16）。 分部委员会应为区域大会、特别聚会日和分区大会做相应的组织安排。这个协会负责的主要事务如下: 
1. 守望台圣经基列学校;
2. 王国传道学校;
3. 传道训练班;
4. 伯特利新成员学校;
5. 先驱服务学校;
6. 识字班;
7. 组织事物训练班;
8. Program at Bethel table;
9. 伯特利家庭聚会;
10. 国际大会;
11. 区域大会;
12. 分区大会;
13. 耶稣受难纪念日特别聚会;
14. 广播和电视节目;
15. 新闻服务;
16. Ministerial Training School;
17. 分部学校;
18. 音频/视频节目[6]

### 创作委员会
创作委员会负责撰写和翻译守望台圣经书社出版的所有出版物。这个委员会负责把属灵的思想内容撰写成文字分发给全球各地的会众成员。这个委员会负责的出版物包括《守望台》、《警醒!》、所有精装书、专题书籍、小册子、传单、王国传道月报、圣经以及所有出版物的修订版。回答关于确定经文的含义、教义、道德或会众里的特别问题等。其次，还有负责批准戏剧的剧本，介绍概要和原稿。另外还有特殊的部门资料，如旅行手册，公关手册和专用手册。

### 社长委员会
主要负责紧急事件、自然灾害救济和其他紧急突发事务。这个协会由上述5个委员的代表或者协调人担任。他的主要目的是加强各个委员会之间的合作协调，提高工作效率。长老团成员会轮流负责整个管理机构的主席。管理机构的社长委员会留心整个管理机构是否平稳有效的运作，并防止不同委员会之间有不必要的重复工作。

## 成员

### 当前 (上任时间)
2018年4月为之, 当前的耶和华见证人中央长老团成员如下，按字母排序:
- 塞缪尔·赫德 (Samuel Herd 1999年)
- 杰弗里·杰克逊(Geoffrey Jackson， 2005年)
- 斯蒂芬·莱特(Stephen Lett 1999年)
- 格利特·勒施(Gerrit Lösch 1994年)
- 安东尼·莫里斯三世(Anthony Morris III 2005年)
- 馬克·桑德森 (Mark Sanderson 2012年)
- 戴维·斯普莱特(David Splane 1999年)
- 肯尼思·庫克(Kenneth Cook 2018年)

### 前成员(已去世)
- 凯里·W.·巴伯(Carey W. Barber，1977-2007年)
- 约翰·E.·巴尔(John E. Barr，1977-2010年)
- W.·劳埃德·巴雷(W. Lloyd Barry，1974-1999年)
- 约翰·C.·布夫(John C. Booth，1974-1996年)
- Charles J. Fekel(1974-1977年)
- 弗雷德里克·威廉·弗朗茨(Frederick W. Franz，1971-1992年) －第四任守望台社长
- 乔治·D.·甘加斯(George D. Gangas，1971-1994年)
- John O. Groh (1971-1975年)
- 米尔顿·乔治·韩素尔 (Milton G. Henschel，1971-2003年)－第五任守望台社长
- 西奥多·杰拉斯(Theodore Jaracz 1974-2010年)
- William K. Jackson (1971-1981年)
- 卡尔·F.·克莱恩(Karl F. Klein，1974-2001年)
- 内森·霍默·诺尔(Nathan H. Knorr，1971-1977年) －第三任守望台社长
- 盖伊·皮尔斯(Guy Pierce 1999-2014年)
- Martin Pötzinger(1977-1988年)
- 艾伯特·D.·施罗德(Albert D. Schroeder，1974-2006年)
- Grant Suiter(1971-1983年)
- Thomas J. Sullivan (1971-1974年)
- 莱曼·A.·史荣高(Lyman A. Swingle，1971-2001年)
- 丹尼尔·薛力克(Daniel Sydlik，1974-2006年)

### 退出或除名
- Ewart Chitty (1974-1978年)
- Raymond Franz (1971-1980年)
- Leo K. Greenlees (1971-1984年)

## 参看
- 耶和华见证人的组织结构